# گرین اسپرینگ (اوهایو)
گرین اسپرینگ (به انگلیسی: Green Springs) یک روستا در ایالات متحده آمریکا است که در اوهایو واقع شده‌است. گرین اسپرینگ ۳٫۱۳ کیلومتر مربع مساحت و ۱٬۳۶۸ نفر جمعیت دارد و ۲۱۶ متر بالاتر از سطح دریا قرار دارد.